# Caso ergativo-genitivo
En gramática , el caso ergativo-genitivo ( abreviado egn ) es un caso gramatical que combina los sentidos del caso ergativo y del caso genitivo , transmitiendo las ideas de actuar y poseer algo. Se puede encontrar en el maya clásico , ixil , nez perce e inuktitut .